# NBC Nightly News
NBC Nightly News es el noticiero estelar de la cadena estadounidense NBC. Se emite desde agosto de 1970, sucediendo al exitoso Huntley-Brinkley Report, tras retirarse Chet Huntley. Es presentado actualmente por Lester Holt (lunes a viernes), Jose Diaz-Balart (sábados) y Kate Snow (domingos). Se emite desde el Estudio 3C en el Edificio GE, del Rockefeller Center de Nueva York. Antiguamente se emitía 6 noches a la semana, pero desde el 1 de agosto de 1970 también se emite los domingos.

## Comienzos
NBC Nightly News reemplazó el Informe Huntley-Brinkley en agosto de 1970 tras la jubilación de Chet Huntley . Al principio, David Brinkley , John Chancellor y Frank McGee rotaron los deberes como presentadores. Al menos uno, generalmente dos, y muy raramente los tres presentaron el programa en una noche determinada. Excepto por las pocas noches en que uno de los hombres ancló solo, el programa de cada tarde incluía un presentador con sede en la ciudad de Nueva York y uno en Washintong, DC , como había sido el caso en el Informe Huntley-Brinkley. Las apariciones de Brinkley siempre fueron de Washington y las de McGee siempre fueron de Nueva York. Chancellor se movió entre esas dos ciudades dependiendo de su compañero para la noche.
Además de Brinkley como un vestigio del Informe Huntley-Brinkley , McGee había sido elogiado por la conducción o coconducción de los vuelos espaciales, y Chancellor también había sido elogiado como copresentador de McGee para las misiones espaciales de Apolo 12 y Apolo 13.
Con los ejecutivos de la red percibiendo la inestabilidad de este arreglo como un factor en la pérdida de audiencia de Nightly News por CBS Evening News, NBC suspendió el acuerdo de rotación, y McGee finalmente se hizo cargo de Hugh Downs como presentador de The Today Show. El 9 de agosto de 1971, Chancellor se convirtió en el único presentador del programa, Brinkley ofreció un segmento de comentarios de tres minutos, "David Brinkley's Journal", de Washington varias veces a la semana.
El 7 de junio de 1976, NBC llevó a Brinkley de vuelta al escritorio de anclaje y probó el enfoque de doble ancla una vez más. Inicialmente, Chancellor y Brinkley informaron desde la ciudad de Nueva York, sin embargo, Brinkley regresaría más tarde a Washington. Chancellor volvió a ser el único presentador de Nightly News el 10 de octubre de 1979, Brinkley una vez más proporcionó comentarios hasta que abandonó NBC por ABC News en 1981, donde se convirtió en anfitrión del nuevo programa de entrevistas de la cadena This Week.
A pesar de los diversos cambios, Chancellor nunca pudo romper el control que Walter Cronkite y CBS Evening News tenían en el visor de noticias estadounidense, aunque Nightly News a veces ocupaba un fuerte segundo lugar en las calificaciones noticiosas de la noche de la década de 1970. Después de bajar del escritorio de presentador el 2 de abril de 1982, el Chancellor permaneció en el programa como comentarista editorial hasta su retiro en 1993.

## Tom Brokaw (1982-2004)
El 5 de abril de 1982, Tom Brokaw, que se había desempeñado como presentador de Today desde 1976, se unió al programa y asumió las funciones de copresentador en la ciudad de Nueva York, mientras que Roger Mudd se hizo presentador en Washington. Mudd fue eliminado de la transmisión y Brokaw se convirtió en el único presentador de Nightly News el 5 de septiembre de 1983, el mismo día en que su competidor de ABC, Peter Jennings, se convirtió en el único presentador de World News Tonight. Entre otras noticias, cubrió el desastre del transbordador espacial Challenger  la revolución EDSA, el terremoto de Loma Prieta, la caída del muro de Berlín y Huracán Andrew. Como presentador, Brokaw realizó las primeras entrevistas individuales de la televisión estadounidense con el líder soviético Mijaíl Gorbachov y el presidente ruso Vladímir Putin. Fue el único presentador de la red en Berlín cuando cayó el Muro de Berlín. La presencia de Brokaw atrajo lentamente a los televidentes, y durante la década de 1990, Nightly News luchó por obtener el liderazgo de audiencia con World News Tonight. Él y Katie Couric fueron presentadores de una revista noticiosa en horario estelar, ahora con Tom Brokaw y Katie Couric, que salió al aire de 1993 a 1994 antes de ser incluido en el programa multilínea Dateline NBC. En 1997, NBC Nightly News había consolidado su primer lugar permanente en las calificaciones, un lugar que retendría únicamente durante diez años. El alguna vez dominante CBS Evening News, anclado por Dan Rather, había perdido una parte sustancial de la audiencia que tuvo durante la era de Walter Cronkite y se deslizó al tercer lugar (donde todavía permanece a partir de 2017) en las guerras de espectadores.
El 11 de septiembre de 2001, Brokaw se unió a Katie Couric y Matt Lauer alrededor de las 9:30 a. m., tras el ataque en vivo en la Torre Sur del World Trade Center, y continuó fondeando todo el día, hasta después de la medianoche. Luego del colapso de la segunda torre, Brokaw dijo:
"Esto es la guerra. Esta es una declaración y una ejecución de un ataque a los Estados Unidos".
En mayo de 2002, Brokaw anunció su retiro como presentador de Nightly News, para entrar en vigencia poco después de las elecciones presidenciales de 2004. Durante esta última vez dirigiendo la cobertura de las elecciones presidenciales de la cadena, los diseñadores gráficos de NBC crearon imágenes de un gigantesco mapa electoral en la pista de hielo en Rockefeller Plaza, y los recolectores de cerezas registraron el conteo electoral en la fachada del 30 Rockefeller Plaza (esta tradición ha continuado con cada elección desde entonces). La transmisión final de Brokaw tuvo lugar el 1 de diciembre de 2004, terminando luego de 22 años en el escritorio de Nightly News y una temporada de 21 años como el jefe de prensa de la cadena, un récord en la historia de NBC.

## Brian Williams(2004-2015)
Brian Williams, un frecuente sustituto de Brokaw por NBC Nightly News, lo sucedió como presentador permanente del programa el 2 de diciembre de 2004. El programa se mantuvo en el lugar número uno entre los noticieros de la red desde el primer día de Williams, con un promedio de 10 millones espectadores cada semana hasta febrero de 2007, cuando se deslizó detrás de su competidor más cercano World News con Charles Gibson. Sin embargo, NBC Nightly News recuperó la ventaja unos meses más tarde; ahora ha sido el noticiero nocturno más visto de los Estados Unidos durante más de una década.
Williams alcanzó nuevos niveles de popularidad por su reportaje en vivo durante y después de la temporada de huracanes de 2005. Con la transición a Williams, el programa reconoció su pasado en sus primeros segundos, con pequeñas fotos de pasados anclas y sets y las voces de John Cameron Swayze, Huntley, Brinkley, Chancellor y Brokaw, así como una versión orquestal del "GEC" NBC Chimes (campanillas de la NBC) sirviendo como un parachoques de introducción, antes de entrar en el resumen de los titulares de apertura leído por Williams; este montaje se suspendió el 17 de septiembre de 2007. El 4 de diciembre de 2006, Nightly News se presentó con "interrupciones comerciales limitadas" a través de un acuerdo de patrocinio con Philips, marcando la primera vez en sus 36 años de historia que el noticiario experimentó con publicidad reducida.
Durante el mandato de Williams como presentador principal del programa, Lester Holt y Kate Snow a menudo lo sustituyeron mientras estaba de vacaciones o en una misión; otros anclajes sustitutos incluyen a Savannah Guthrie, Tamron Hall, Harry Smith, Jenna Wolfe, Erica Hill, Hoda Kotb, Natalie Morales y Carl Quintanilla, así como a los ex presentadoros de NBC Ann Curry, Campbell Brown, David Gregory, Amy Robach y John Seigenthaler.
NBC Nightly News comenzó a emitir en alta definición el 26 de marzo de 2007, convirtiéndose en el primero de los tres noticiarios nocturnos de la cadena en hacer la transición (CBS Evening News comenzó a transmitir en HD el 7 de enero de 2008; ABC World News Tonight comenzó a transmitir en HD el 25 de agosto de 2008, durante su cobertura de la Convención Nacional Demócrata de 2008). La mayoría de los videos de noticias de ubicaciones remotas se filmaron en definición estándar en ese momento, mientras que las agencias de noticias de la red se sometieron a una conversión a HD, que se completó en 2009.
Nightly News establecido en Studio 3C, que estaba en uso desde el 27 de enero de 1992, fue retirado el 4 de mayo de 2007. La transmisión se trasladó temporalmente a Studio 8G en el mismo conjunto que el 8 de mayo de 2007 utilizado para los segmentos de estudio vistos durante las transmisiones de Sunday Night Football de la cadena y su programa previo al partido , y donde se originó la cobertura de elección del Congreso 2006 de NBC. después de meses de construcción, Studio 3C se volvió a abrir el 22 de octubre de 2007, con la presentación de un nuevo set para Nightly News; hermano de la red de cable MSNBC. El nuevo set de Studio 3A también se inauguró en ese momento. El 24 de octubre de 2011, la transmisión se trasladó a Studio 3B, que también sirvió como base de la breve revista noticiosa de Williams para NBC, Rock Center.

### Escandálo de falseamiento. Suspensión y reemplazo
El 4 de febrero de 2015, Williams se disculpó en el programa por haber "confundido" en numerosas ocasiones el dato de que había estado a bordo de un helicóptero Chinook derribado por fuego enemigo mediante un lanzagranadas mientras cubría la Invasión de Irak en 2003, cuando de hecho, estaba a bordo de un helicóptero que lo seguía. Esto sucedió después de que recibió críticas de soldados estadounidenses por "dramatizar" la historia cuando un segmento de la transmisión del 30 de enero en la que relataba el incidente se publicó en la página de Facebook del programa. La revelación generó una ola de opiniones negativas hacia Williams. Incluso llegó a pedirse que fuera despedido por NBC News, aunque Paul Rieckhoff, fundador de Veteranos de América de Irak y Afganistán, declaró que "perseguir a Williams por este error ayudará poco a nuestros veteranos y miembros del servicio". 
En medio de esa controversia y preguntas sobre las afirmaciones de Williams sobre sus experiencias mientras informaba desde Nueva Orleans sobre las consecuencias del huracán Katrina en agosto de 2005, incluyendo que contrajo disentería por ingerir accidentalmente agua de la inundación, la división de noticias decidió iniciar una investigación interna sobre el asunto que se llevaría a cabo a través de su unidad de investigación. El 7 de febrero de 2015, Williams declaró en un memorando al personal de NBC News que se retiraría de la transmisión diaria durante los próximos días, y que Lester Holt lo sustituiría en las transmisiones de la noche de la semana.
El 10 de febrero de 2015, Williams fue suspendido sin sueldo durante seis meses debido al escándalo que surgió después de que fue criticado por inventar una historia sobre su informe sobre la Guerra de Irak y el huracán Katrina. Williams afirmó haber estado informando en Irak en 2002 cuando el helicóptero en el que viajaba fue alcanzado por un impacto y se vio obligado a aterrizar. Había contado la historia varias veces (incluso en sus apariciones en el Late Show with David Letterman y en el Nightly News), solo algunas noches antes de que varios veteranos de guerra que habían estado con Williams en 2002 afirmaran que el reportero no había estado presente en el momento del incidente, y que apareció una hora más tarde para informar sobre ello. Williams emitió una disculpa, diciendo que había "recordado mal" la historia y que había sido un accidente real, pero muchos críticos acusaron a Williams de inventarse la historia y pidieron su renuncia. Más tarde, Williams anunció que se tomaría un tiempo libre porque se había convertido en "demasiado parte de las noticias". La NBC anunció que el presentador de fin de semana Lester Holt sería el presentador sustituto interino.

## Lester Holt (2015-presente)
El 18 de junio de 2015, NBC News y el presidente de MSNBC Andrew Lack anunciaron que Lester Holt se convertiría en el presentador principal de NBC Nightly News de manera permanente el 22 de junio (Holt estaba de vacaciones programadas el día del anuncio, con Savannah Guthrie sirviendo como presentador sustituto de la transmisión esa semana). Después de que su suspensión terminó en agosto, Brian Williams fue reasignado a MSNBC, donde anteriormente se desempeñó como presentador y corresponsal.
Holt sirvió previamente como presentador interino de las transmisiones de la noche de la semana del 6 de agosto al 2 de septiembre de 2013 cuando Williams se fue de licencia médica de NBC News para someterse a una cirugía de reemplazo de rodilla.
Con su promoción como presentador principal, Holt es el primer presentador afroamericano solo de lunes a viernes de un importante noticiero de la red. Max Robinson fue copresentador de ABC World News Tonight de 1978 a 1983, y Gwen Ifill fue copresentadora de PBS NewsHour de 2013 a 2016. 
El 27 de junio de 2016, NBC Nightly News cambió a una presentación de buzón de 16:9 completa, con el paquete de gráficos existente siendo reubicado para el formato 16:9. El 10 de octubre de ese mismo año, el noticiario debutó con un aspecto totalmente nuevo con gráficos originalmente optimizados para la presentación completa de 16:9, incluido un nuevo logotipo del programa que reemplaza las variaciones del anterior que se usaba desde noviembre de 1999.
El 14 de julio de 2017, NBC Nightly News movió permanentemente el programa de Studio 3B a Studio 3C.

## Presentadores

### Lunes a viernes
1. 1970 - 1971: John Chancellor, Frank McGee, y David Brinkley
2. 1971 - 1976: John Chancellor
3. 1976 - 1979: John Chancellor y David Brinkley
4. 1979 - 1980: John Chancellor
5. 1980 - 1982: John Chancellor y Roger Mudd
6. 1982 - 1983: Tom Brokaw y Roger Mudd
7. 1983 - 2004: Tom Brokaw
8. 2004: Brian Williams
9. 2015: Lester Holt

## Fin de semana
NBC ofreció un noticiero de la tarde del sábado en 1961, con Sander Vanocur presentando NBC Saturday Night Report. Cuatro años más tarde, los corresponsales de NBC Ray Scherer y Robert MacNeil se asociaron en el escritorio de anclaje en The Scherer-MacNeil Report los sábados, continuando hasta 1967. En ese momento, la red lo reemplazó con un segundo fin de semana transmitiendo The Frank McGee Report, que había sido transmitido los domingos durante varios años en ese momento. La edición del sábado del Informe se emitió durante aproximadamente un año y medio.
El 4 de enero de 1969, el Informe Huntley-Brinkley se amplió a las noches de los sábados, con los presentadores principales trabajando en solitario en semanas alternas. Cuando se produjeron calificaciones menores a las esperadas, la red sacó el par de los sábados y asignó a otros como McGee y Vanocur para presentar la transmisión. El 2 de agosto de 1970, dos días después de que terminara la transmisión del día de la semana de Huntley-Brinkley, la cadena expandió su noticiario de la tarde a los domingos, que también reemplazó la transmisión del domingo de The Frank McGee Report. Durante el primer año después de que comenzó la transmisión del domingo, Chancellor, Brinkley y McGee giraron del programa como lo hicieron durante la semana; no había anclajes separados para el fin de semana. Las transmisiones de los sábados y domingos usan los títulos respectivos NBC Saturday Night News y NBC Sunday Night News hasta algún momento en la década de 1970, cuando adoptaron el nombre de NBC Nightly News.
Cuando Chancellor se convirtió en el único presentador de las ediciones nocturnas de agosto de 1971, se nombró un presentador independiente para las ediciones del fin de semana. Los anclajes de fin de semana han incluido lo siguiente:
- Garrick Utley (fines de semana, 1971-1973 y 1990-1993, domingos, 1987-1990)
- Tom Brokaw (sábados, 1973-1976)
- Floyd Kalber (domingos, 1973-1975)
- Tom Snyder (domingos, 1975-1976)
- Cassie Mackin (domingos, 1976-1977)
- John Hart (sábados, 1976-1977, domingos, 1977-1980)
- Jessica Savitch (sábados, 1977-1983)
- Jane Pauley (domingos, 1980-1982)
- Connie Chung (sábados, 1983-1989)
- Chris Wallace (domingos, 1982-1984, 1986-1987)
- John Palmer (domingos, 1984-1986)
- Maria Shriver (sábados, 1989, domingos, 1990)
- Brian Williams (fines de semana, 1993-1999)
- John Seigenthaler(domingos, 1998, fines de semana, 1999-2007)
- Lester Holt (fines de semana, 2007-2015)
- Jose Diaz-Balart (sábados, agosto de 2016 a la fecha)
- Kate Snow (domingos, octubre de 2015 a la fecha)

## Locutores
Bill Hanrahan manejó los deberes de anunciar el comienzo del noticiero hasta su retiro en 1983, como lo había hecho para el predecesor The Huntley-Brinkley Report. El siguiente locutor del programa fue el locutor de larga trayectoria de la NBC, Howard Reig. Se retiró a Florida en 2005, pero una grabación que hizo antes de su retiro se usó en el programa hasta el 14 de diciembre de 2007. Cuando el programa se transmitió por control remoto o se utilizó un nuevo sustituto, Reig grabó una nueva presentación en Miami. estudio. Desde que Holt asumió como presentador, las ediciones del fin de semana han sido anunciadas por Bill Wolff, quien también había trabajado ocasionalmente en ediciones especiales durante los días de semana cuando Reig no estaba disponible. El 17 de diciembre de 2007, la emisión de la noche de la semana introdujo una apertura del actor/productor Michael Douglas ganador del Premio de la Academia hasta que se suspendió el 18 de junio de 2015 y fue reemplazado por Wolff.

## Emisión internacional
En Europa, NBC Nightly News se emite en vivo por CNBC Europe. Además se retransmite por la cadena Orbit News en Europa y Medio Oriente. En Filipinas, NBC Nightly News is se emite en ETC 2nd Avenue.